# Evaza flavipes
Evaza flavipes är en tvåvingeart som beskrevs av Jacques-Marie-Frangile Bigot 1879. Evaza flavipes ingår i släktet Evaza och familjen vapenflugor. Inga underarter finns listade i Catalogue of Life.